# Sådan får man altså børn
|  | Denne artikel er oprettet af botten PalnaBot ud fra en ekstern database. Den kan derfor have sproglige fejl eller mangler. Denne skabelon kan fjernes efter kontrol af indholdet. |

Sådan får man altså børn er en børnefilm fra 1990 instrueret af Liller Møller efter manuskript af Liller Møller.

## Handling
Om æg- og sædceller og bolle og alt det. Om hvordan man gør og om ja- og nej-følelser. De sidste kan man f.eks. få, når en voksen rører ved én de forkerte steder. Og om den lange tid, det varer, hvor barnet vokser i morens mave, indtil det kommer ud. Enkel, underholdende tone med børnestemmer på lydsiden.